# 傑爾-莫雄-肖普朗州
傑爾-莫雄-肖普朗州（匈牙利語：Győr-Moson-Sopron megye，發音：[ˈɟøːr ˈmoʃon ˈʃopron ˈmɛɟɛ]）是匈牙利西北部的一個州，與斯洛伐克及奧地利接壤。面積4,208.05平方公里，人口463,201（2018年）。首府傑爾。

## 历史
在1950年创建的时候，该州的名字叫杰尔-肖普朗州，由杰尔-莫雄州和肖普朗州合并而成。1921年，莫雄州和肖普朗州都被分为东西两个部分，其中西半部分是属于奥地利的布尔根兰州。从1921年开始，杰尔州和莫雄州成为“行政上统一的杰尔-莫雄-肖普朗州”的一部分。1945年后更名为杰尔-莫雄州。1947年，伴随着匈牙利签订和平条约，杰尔-莫雄州最北侧的三个村庄被划入捷克斯洛伐克，导致该州的领土变小。虽然杰尔是首府，但是肖普朗同样是著名的文化中心，两者之间存在着竞争关系。1990年，正式改名为现在的“杰尔-莫雄-肖普朗州”。

## 行政区划

### 区份
- 乔尔瑙区
- 傑爾區
- 考普堡区
- 莫雄马扎尔古堡区
- 蓬農豪爾毛區
- 肖普朗区
- 泰特区

### 市镇
下設两个州级市、10个城镇、4个大村和167个村庄。
1. ↑  nepesseg.com, population data of Hungarian settlements
2. ↑  Regions and Cities > Regional Statistics > Regional Economy > Regional GDP per Capita, OECD.Stats. Accessed on 16 November 2018.